# 경대 빨치산
경대 빨치산(일본어: 京大パルチザン 쿄타이파루치잔[*])은 일본의 신좌파 활동가인 다키타 오사무의 혁명이론에 영향을 받은 교토 대학의 급진적 무당파다. "경대"는 교토 대학의 약칭이다.
교토 대학 경제학부 조교 다키타 오사무(본명 다케모토 노부히로)는 1968년부터 1969년 사이의 경대 분쟁을 통해, 혁명을 위해서는 기존 정당과 차별화되는 빨치산을 조직하고 게릴라 투쟁을 해야 한다고 역설했다. 타키타는 당시 동대 투쟁과 경대 투쟁이 모두 계파 간의 주도권 다툼으로 인해 실패했다고 생각하여 전공투를 해체하고 빨치산을 조직할 필요성을 제기했다.
로드 공항 사건의 오쿠다이라 츠요시가 이 경대 빨치산 출신인 것으로 알려져 있다.
1. ↑  「わかりやすい極左・右翼・日本共産党用語集 三訂」（警備研究会、立花書房、2008年）p140